# Ludwig Günther II. (Schwarzburg-Ebeleben)
Ludwig Günther II. von Schwarzburg-Sondershausen zu Ebeleben (* 2. März 1621 in Ebeleben; † 20. Juli 1681 in Arnstadt) regierte und residierte seit 1642 in Ebeleben, ab 1666 in Arnstadt.

## Leben
Graf Ludwig Günther II. war Sohn des Grafen Christian Günther I. von Schwarzburg-Sondershausen (1578–1642), und dessen Gemahlin Gräfin Anna Sibille (1584–1623), die Tochter des Grafen Albrecht VII. von Schwarzburg-Rudolstadt.
Nach dem Tod des Vaters teilten sich die Brüder die Grafschaft untereinander auf und Ludwig Günther II. erhielt die Ämter Ebeleben, Schernberg, Keula und vom Amt Clingen die Stadt Greußen, Clingen, Großenehrich und Rohnstedt. Er residierte bis 1666 in Ebeleben und nach dem Tod seiner Brüder in Arnstadt, über deren Söhne er Vormund war.
Nach dem Tod seines Neffen Johann Günther IV. fiel ihm und seinen Neffen Christian Wilhelm und Anton Günther II. die Oberherrschaft zu, die sie gemeinsam regierten.
Er starb 1681 ohne männlichen Nachkommen, sodass die Nebenlinie Ebeleben wieder ausstarb und seine Neffen ihn beerbten.

## Nachkommen
Ludwig Günther II. war seit 30. September 1669 mit Concordia (1648–1683), der Tochter Johanns von Sayn-Wittgenstein, verheiratet und hatte mit ihr die folgenden Kinder:
- Anna Auguste (1671–1688)
- Concordie (1672–1687)

Die Witwe heiratete 1681 Graf Karl Ludwig zu Sayn-Wittgenstein-Neumagen (* 20. Juni 1658; † 16. September 1724).